# کاربوندیل (ایندیانا)
کاربوندیل (به انگلیسی: Carbondale) یک منطقهٔ مسکونی در ایالات متحده آمریکا است که در شهرستان وارن، ایندیانا واقع شده‌است. کاربوندیل ۲۱۰ متر بالاتر از سطح دریا واقع شده‌است.